# 安静娴
安静娴（1929年2月12日—2015年7月10日），山东烟台人，中国化学制药专家，中国工程院院士。

## 生平
1952年毕业于北京大学医学院。1997年当选为中国工程院院士。